# Естер Дюфло
Естер Дюфло (фр. Esther Duflo, нар. 25 жовтня 1972) — французько-американська економістка, професорка Массачусетського технологічного інституту (США).

## Біографія
Батько — професор математики Мішель Дюфло.
У старших класах школи вивчала російську мову. В 1993 році провела 10 місяців у Москві, викладала французьку мову і працювала над магістерською роботою. Одночасно працювала науковим асистентом французького економіста, пов'язаного з Банком Росії, і американського економічного радника Джеффрі Сакса. В 1994 році здобула ступінь магістра у Вищій нормальній школі у галузі історії та економіки з дисертацією з історії першої п'ятирічки в Радянському Союзі. В 1999 здобула ступінь доктора в Массачусетському технологічному інституті.

## Нагороди та визнання
- 2003: Премія Елейн Бенетт за дослідження
- 2005: Премія найкращому молодому економісту Франції[en][9]
- 2005: Бронзова медаль Національного центру наукових досліджень (CNRS)
- 2005: Міжнародна премія Кавло-Арменголя[en]
- 2009: Стипендія Мак-Артура
- 2009: член Американської академії мистецтв і наук
- 2010: Медаль Джона Бейтса Кларка за роботу над польовими експериментами, які порівнюють ефективність заходів економічної політики
- 2010: Почесний доктор Левенського католицького університету
- 2011: Медаль інновацій CNRS
- 2011: David N. Kershaw Award der APPAM
- 2011: Премія Томаса Шеллінга Школи управління імені Джона Ф. Кеннеді
- 2014: Albert-O.-Hirschman-Preis des Social Science Research Councils[10]
- 2015: Премія принцеси Астурійської[11]
- 2015: Премія Берлінського наукового центру з соціальних досліджень
- 2016: член-кореспондент Британської академії[12].
- 2017: член Національної академії наук США[13]
- 2019: Премія імені Нобеля з економіки[14].

## Доробок
- mit Rema Hanna: Monitoring works. Getting teachers to come to school. CEPR, London 2006.
- mit Abhijit Banerjee: Aging and death under a dollar a day. NBER, Cambridge, Mass. 2007.
- mit Marianne Bertrand, Sendhil Mullainathan: How Much Should We Trust Differences-in-Differences Estimates, Quarterly Journal of Economics, Band 119, 2004, S. 249—275
- Giving credit where it is due. In: The journal of economic perspectives. A journal of the AEA. Band 24 (2010), ISSN 0895-3309, S. 61–80.
- Requiescat in pace? The consequences of high-priced funerals in South Africa. In: David A. Wise (Hrsg.): Explorations in the economics of aging. University Press, Chicago, Ill. 2011, ISBN 978-0-226-90337-8, S. 351—373.
- mit Abhijit Banerjee: Poor Economics. A Radical Rethinking of the Way to Fight Global Poverty PublicAffairs, New York 2011, ISBN 978-1-58648-798-0.
  - deutsche Ausgabe: Poor Economics: Plädoyer für ein neues Verständnis von Armut. ISBN 978-3-8135-0493-4.
- Is decentralized iron fortification a feasible option to fight anemia among the poorest? In: David A. Wise (Hrsg.): Explorations in the economics of aging. University Press, Chicago, Ill. 2011, ISBN 978-0-226-90337-8, S. 317—344.
- Interview [Архівовано 28 жовтня 2019 у Wayback Machine.] der Zeit mit Banerjee und Duflo, 2011
- mit Abhijit V. Banerjee: Poor Economics. Barefoot Hedge-Fund Managers, DIY Doctors and the Surprising Truth about Life on Less than 1 $ a Day. Penguin Books, London 2012, ISBN 978-0-7181-9366-9.
- Kampf gegen die Armut. Aus dem Französischen von Andrea Hemminger. Suhrkamp Verlag, Berlin 2013. ISBN 978-3-518-29664-6.